# アレクサンドラ・ソリナ
アレクサンドラ・ソリナ（露: Александра Зорина、Alexandra Sorina、1899年9月17日 - 1973年5月31日）とは、ベラルーシの女優。出演した映画のほとんどはドイツ映画だった。

## 経歴
ロシア帝国ミンスク県バラーナヴィチの生まれ。元々はピアニスト希望だった。本名でポーランド映画に出演した後、ドイツに活躍の場を移した。第二次世界大戦中はドイツに住み、終戦後の1949年、アメリカ合衆国に移住。しかし女優の仕事をすることはなかった。

## 主な出演作品
- ピーター大帝 Peter der Große (1922、ドイツ)
- Der Geldteufel (1923、ドイツ)
- Die malayische Dschonke (1924、ドイツ)
- 芸術と手術 Orlacs Hände (1924、オーストリア)
- Die Perlen des Dr. Talmadge (1925、ドイツ)
- Das Geheimnis der alten Mamsell (1925、ドイツ)
- Der Herr Generaldirektor (1925、ドイツ)
- Die Frau mit dem schlechten Ruf, (1925、ドイツ)
- Die Zirkusprinzessin (1925、ドイツ)
- Die schönste Frau von Paris (1928、ドイツ)
- Rasputin, Dämon der Frauen (1932、ドイツ)

## 書籍
- Ragowski, Christian. The Many Faces of Weimar Cinema: Rediscovering Germany's Filmic Legacy. Camden House, 2010.